# Nosotras sin mamá
Nosotras sin mamá es una película argentina en blanco y negro dirigida por María Eugenia Sueiro sobre su propio guion que se estrenó el 5 de abril de 2012 y que tuvo como protagonistas a Eugenia Guerty, Vanesa Weinberg y Nora Zinski.

## Sinopsis
El tema del filme es el difícil vínculo entre hermanos, esa compleja combinación de amor-odio con sus idas y vueltas del afecto y la generosidad incondicionales al resentimiento, el celo rabioso, la competencia sin tregua. Teresa, Amanda y Ema quedan por accidente encerradas en la casa de la infancia, donde se habían reencontrado después de la muerte de su madre. Esta inesperada situación quitará el velo sobre la verdad de sus vínculos: lo que cada una tiene para dar, lo que ninguna quiere ceder. 

## Reparto
- Eugenia Guerty ... Teresa
- Vanesa Weinberg ... Amanda
- Nora Zinski ... Ema
- César Bordón ... Sr. Inmobiliaria
- Pacho Guerty ... Off cerrajero

## Comentarios
El crítico del diario Clarín señaló la semejanza de la situación descripta en el filme con la muy premiada Abrir puertas y ventanas, de Milagros Mumenthaler, esto es tres hermanas en la casona de la infancia, atravesando un duelo materno, comenzando o no a remontar una ausencia fundamental irrevocable, y a continuación agrega:

“Pero los personajes de Sueiro, cuya delicadeza y sentido del humor se pulieron en trabajos junto a realizadores como Daniel Burman, Lucrecia Martel, Anahí Berneri o Albertina Carri, parecen más teatrales, inclinados hacia un vago absurdo, corridos del eje naturalista. Sus diálogos, por momentos de sordos, dejan entrever las historias y personalidades de Teresa (Eugenia Guerty), Amanda (Vanesa Weinberg) y Ema (Nora Zinski), aunque esto no importa. Lo importante es cómo los pequeños gestos, las posturas corporales, las palabras y las atmósferas cambiantes echan luz -y sombra- sobre el complejo entramado de los vínculos filiales y fraternales, con sus roles casi inamovibles. La familia como forjadora de personalidad y como corsé, al mismo tiempo.

En elegante blanco y negro, con un humor que jamás condesciende al gag …en un ámbito melancólico y abandonado, sin papel higiénico, ni toallas ni tachos de basura, rodeadas de un afuera amenazante, las tres mujeres dejarán entrever, sin comprenderlo, sus deseos, miedos y obsesiones. Una ensayará cierta explicación psicológica de otra, aclarando: “Ojo, que no lo digo yo; lo escuché en la radio”. Un pequeño triunfo del humor por sobre las torpes moralejas.”

## Declaraciones de la directora
En relación con el tema del filme, la directora declaró:

“El vínculo entre hermanos se hace y se sella a la par que se conforman nuestras primeras percepciones del mundo, nuestra imagen en el espejo, y la convivencia con ese otro en el juego, en la comida, en los primeros descubrimientos, en la patada. Esa intensidad, esa afinidad y esa desigualdad dominará el modo en el que nos relacionamos con quién fue el referente indiscutible para definir nuestra identidad. Me interesa contar el modo en que nos vinculamos con los otros, el desencuentro propio de las relaciones, todo aquello que no logramos conciliar o aceptar. La fragilidad y la torpeza también me resultan interesantes pues nos encargamos de ocultarlas constantemente y, sin embargo, son de una tremenda riqueza.”

Luego de la exhibición de la película en el Festival de Cine de Mar del Plata Sueiro dijo a propósito de la misma:

"El blanco y negro te da universalidad y además lo usé para marcar el luto que las envuelve y focalizar más en la relación ...El vínculo entre los hermanos es sumamente potente y muy cinematográfico. Nuestros hermanos son nuestros primeros compañeros en los momentos más intensos y primarios de nuestras vidas, desde los primeros juegos hasta la primera patada. Es algo que se imprime en un momento de tu vida y no podés salirte nunca más".